# ネストル・クコリニク

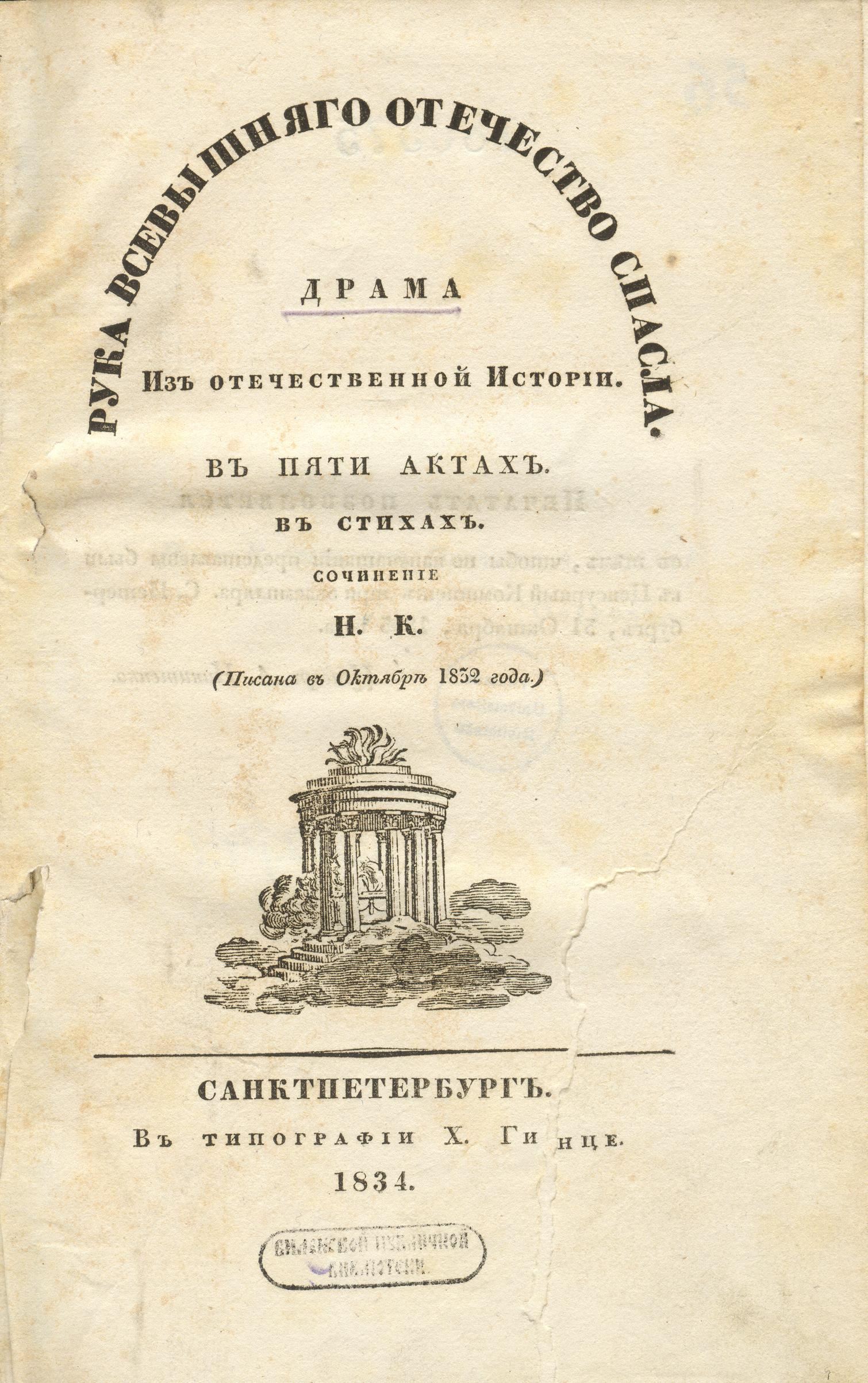
『神の手は祖国を救いぬ』の台本

ネストル・ヴァシーリエヴィチ・クコリニク（ロシア語: Нестор Васильевич Кукольник, 1809年9月8日 - 1868年12月20日）は、ロシア帝国の詩人、劇作家である。カルパティア・ルシン系の旧貴族の家系に生まれ、サンクトペテルブルクで育った。ロマン主義期の作家として注目を集めた。特に、作曲家ミハイル・グリンカとの協業で知られ、ロシア初の本格的オペラとされる『皇帝に捧げた命』の台本制作にも携わった。最晩年はアゾフ海沿岸の都市タガンログに移住し、同市の教育と文化振興に尽力した.

## 生涯
1809年9月8日、ロシアのサンクトペテルブルクにてルシン人で教師、旧貴族であったヴァシーリー・グリゴリエヴィチ・クコリニクの元に生まれる。父はウィーン大学を卒業後、サンクトペテルブルクの教育機関で教鞭をとっていた。クコリニクは父が創設に関与したニージン高等科学ギムナジウムで学び、この期間に後の作家であるニコライ・ゴーゴリと学生演劇で共演した.
1821年から1829年までウクライナのニージンにあるen:Nizhyn Gogol State Universityにて学び、ウィーン大学を卒業し、ポーランドで教師を務めた。
その後、劇作に関心を示して1833年にイタリアの詩人についての生涯を描いた処女作『タッソー（Torcuato Tasso）』を著し、劇作家として注目を集めた。また同年、1804年より友人であったグリンカが作曲したオペラ『皇帝に捧げた命』の第4幕に新たな詩を付け加えた。
翌1834年に発表したロマノフ朝に関する歴史劇『神の手は祖国を救いぬ（Рука Всевышнего отечество спасла）』は、第11代ロシア皇帝であるニコライ1世と擁護者達により称賛され、クコリニクの名声を確立した。また、1836年には二週間刊の芸術専門紙『美術新聞（Khudozhestvennaya Gazeta）』を創刊し、編集主幹として200篇以上の記事を執筆した。
1840年は、ロシアの作曲家であるマクシム・ベレゾフスキーに関する短編小説を著す。
1857年にタガンログに定住するようになる。
1868年12月20日、タガンログで亡くなる。
2008年にはクコリニクの生誕200年を記念し、タガンログにある通りがクコリニクにちなんで命名された。